# Finkensame
Der Finkensame (Neslia paniculata), auch Ackernüsschen genannt, ist die einzige Art der Pflanzengattung Neslia innerhalb der Familie der Kreuzblütengewächse (Brassicaceae). Die zwei Unterarten gedeihen im südosteuropäischen bis zentralasiatischen Steppengebiet.

## Beschreibung

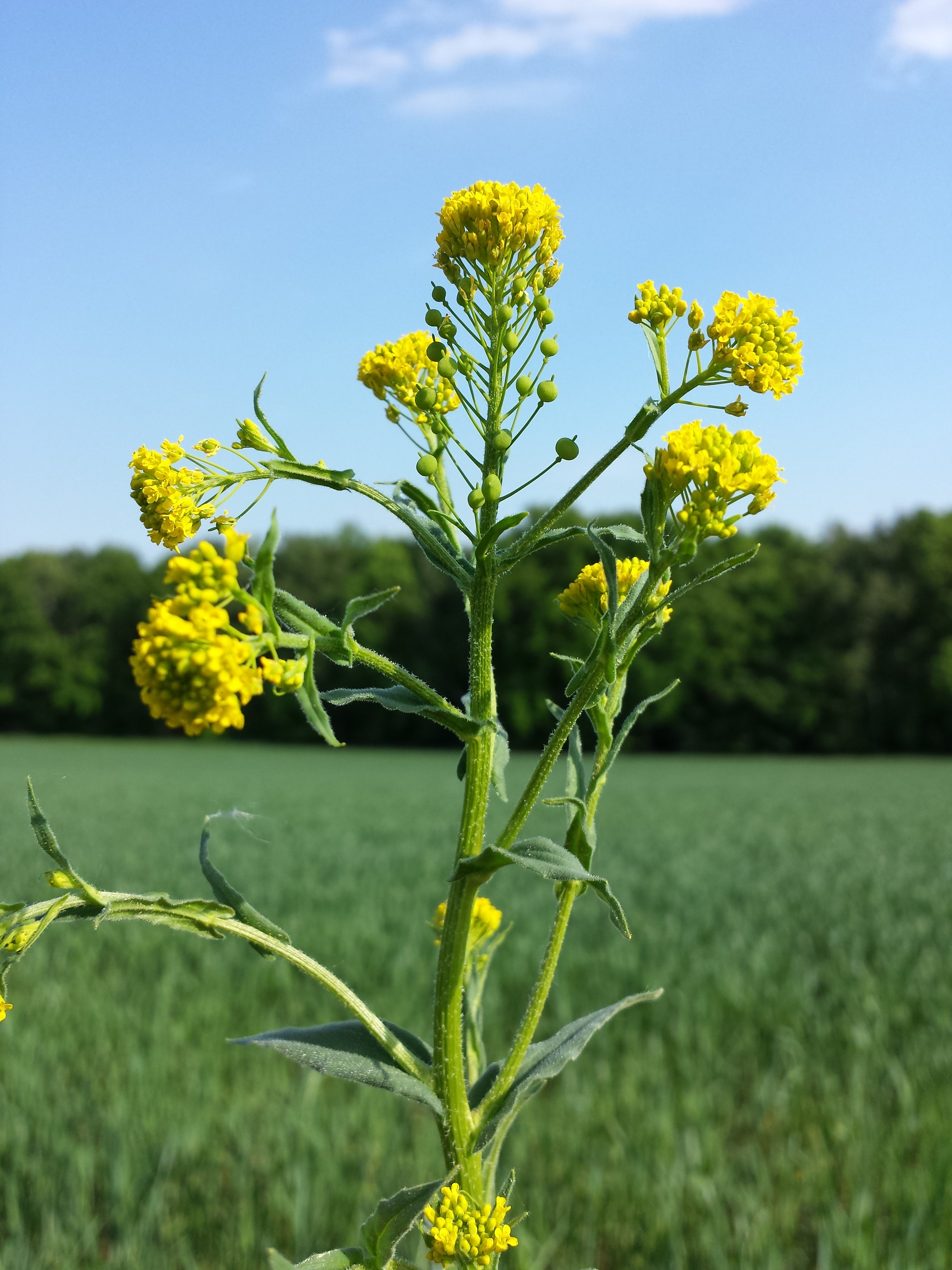
Blütenstand

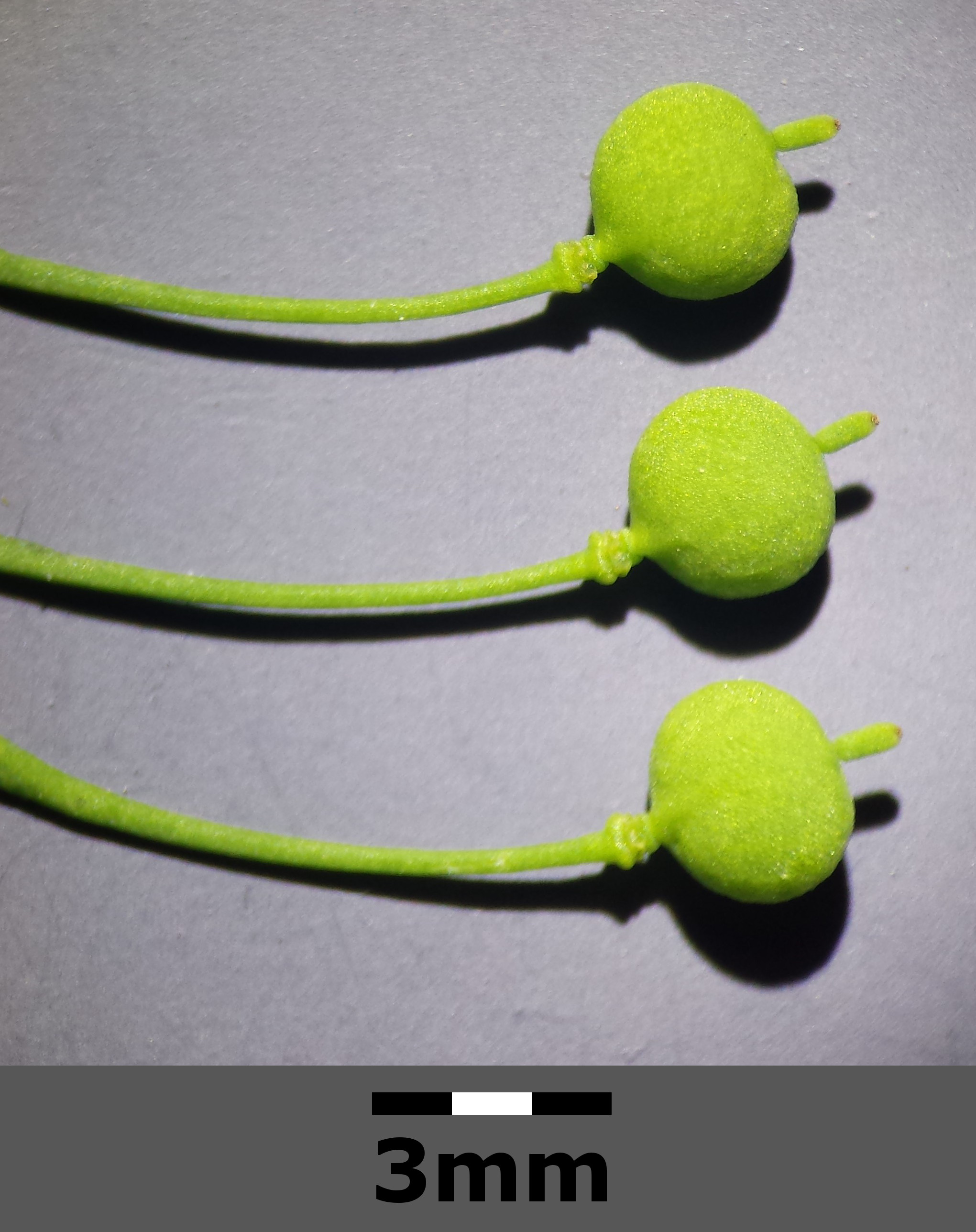
Kugelrunde unreife Schötchen, der rund 1 Millimeter lange Griffel ist am Grund etwas eingeschnürt

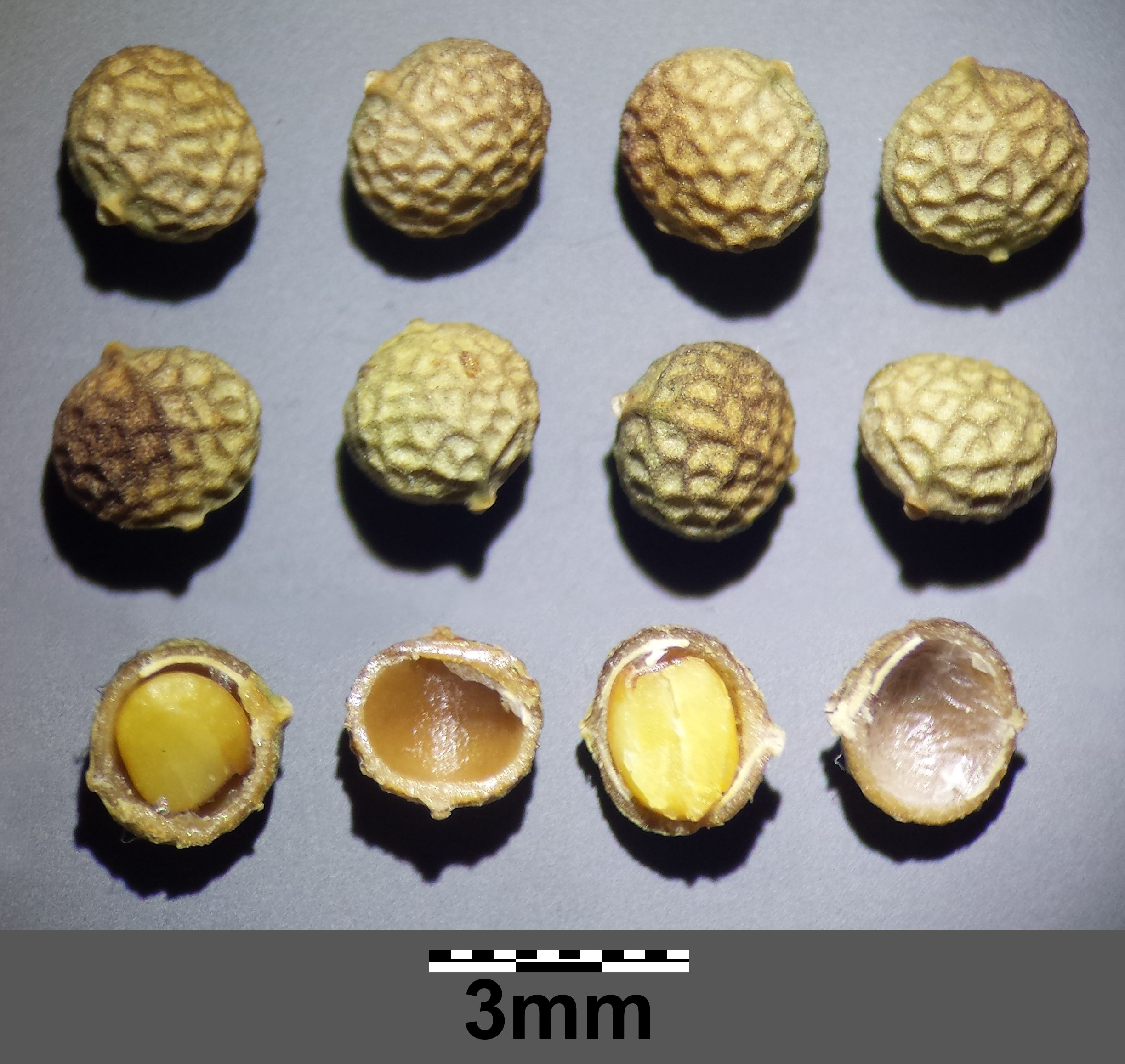
Reife Schötchen von Neslia paniculata subsp. paniculata

### Vegetative Merkmale
Der Finkensame ist eine einjährige krautige Pflanze und erreicht Wuchshöhen von 15 bis 80 Zentimetern. Er bildet eine dünne Pfahlwurzel. Der Stängel wächst aufrecht und ist im oberen Teil meist verzweigt. Stängel wie Blätter haben verzweigte und einfache Haare (Indument).
Die Laubblätter sind lanzettlich geformt, die unteren sind gestielt, die oberen mit tief pfeilförmigem Grund sitzend.

### Generative Merkmale
Die Blütezeit liegt vorwiegend im Juni und Juli. Die Blütenstände sind anfangs schirmtraubig und werden durch Verlängerung der Blütenstandsachse bis zur Fruchtreife traubig, dadurch stehen anfangs die vielen Blüten dicht zusammen und die Früchte stehen relativ weit auseinander. Die Blütenstiele stehen meist aufrecht ab und sind fruchtend etwa 6 bis 13 Millimeter lang.
Die zwittrigen Blüten sind vierzählig. Die vier kahlen und gelblichgrünen Kelchblätter sind bei einer Länge von 1,5 bis 2 Millimetern länglich-elliptisch mit stumpfem oberem Ende. Die vier goldgelben Kronblätter sind bei einer Länge von 2 bis 3 Millimetern spatelförmig mit stumpfem oberem Ende.
Die Schötchen sind mehr oder weniger kugelig geformt, meist breiter als lang (bei der Unterart Neslia paniculata subsp. thracica so lang wie breit), mit einem Durchmesser von etwa 1,5 bis 3 Millimeter und einer netzig-runzeligen Oberfläche. Jedes Schötchen enthält nur einen Samen.
Bei der Unterart Neslia paniculata subsp. paniculata beträgt die Chromosomenzahl 2n = 14.

## Vorkommen und Gefährdung
Neslia paniculata ist wohl ursprünglich im südosteuropäischen bis zentralasiatischen Steppengebiet beheimatet. Neslia paniculata ist in den übrigen Gebieten Europas und in Nordafrika, Asien, Nordamerika sowie Australien ein Neophyt.
In Mitteleuropa ist der Finkensame zerstreut verbreitet. Der Finkensame kommt in Deutschland vor allem im mittleren und südlichen Gebiet zerstreut bis ziemlich verbreitet vor. Seine Bestände sind jedoch deutlich rückläufig. Im übrigen Gebiet ist er sehr selten zu finden. In Österreich ist er im pannonischen Gebiet häufig, ansonsten zerstreut bis selten zu finden. In der Schweiz tritt der Finkensame selten und vereinzelt auf. Er wurde aber im Kanton Wallis noch in einer Höhenlage von 1700 Meter beobachtet.
Die ökologischen Zeigerwerte nach Landolt et al. 2010 sind für Neslia paniculata subsp. paniculata in der Schweiz: Feuchtezahl F = 2 (mäßig trocken), Lichtzahl L = 4 (hell), Reaktionszahl R = 4 (neutral bis basisch), Temperaturzahl T = 4 (kollin), Nährstoffzahl N = 3 (mäßig nährstoffarm bis mäßig nährstoffreich), Kontinentalitätszahl K = 4 (subkontinental).
Der Finkensame wächst in Mitteleuropa in Getreideunkrautgesellschaften. Er gedeiht in Mitteleuropa meist auf warmen, nährstoff- und meist kalkhaltigen, lehmigen Böden. Er ist ein Lehmzeiger, der bis 60 Zentimeter tief wurzelt. Er ist in Mitteleuropa eine Charakterart des Sedo-Neslietum aus dem Verband der Mohnäcker (Caucalidion lappulae), kommt aber auch in Pflanzengesellschaften des Verbands Aperion oder Sisymbrion vor.
In der Roten Liste der gefährdeten Pflanzenarten Deutschlands wurde der Finkensame 1996 in die Kategorie 3+ gestellt, d. h. „gefährdet“.

## Systematik
Die Erstveröffentlichung erfolgte unter dem Namen (Basionym) Myagrum paniculatum durch Carl von Linné. Die Neukombination zu Neslia paniculata (L.) Desv. wurde 1814 durch Nicaise Auguste Desvaux in Journal de Botanique, Appliquée à l'Agriculture, à la Pharmacie, à la Médecine et aux Arts. Paris, 3, S. 162 veröffentlicht. Ein Synonym für Neslia Desv. ist Vogelia Medik. Der Gattungsname Neslia ist wahrscheinlich dem französischen Botaniker Jacques Amable Nicolas Denesle (J.A.N. de Nesle) (1735–1819) gewidmet.
Neslia paniculata ist die einzige Art der Gattung Neslia in der Tribus Camelineae innerhalb der Familie der Kreuzblütengewächse (Brassicaceae).
Je nach Autor gibt es etwa zwei Unterarten:
- Neslia paniculata (L.) Desv. subsp. paniculata
- Neslia paniculata subsp. thracica (Velen.) Bornm. (Syn.: Neslia apiculata C.A.Mey., Vogelia apiculata (C.A.Mey.) Vierh., Neslia paniculata subsp. apiculata (C.Mey.) Maire & Weiller): Sie kommt in Süd- und Südwesteuropa vor.[8]

## Bilder

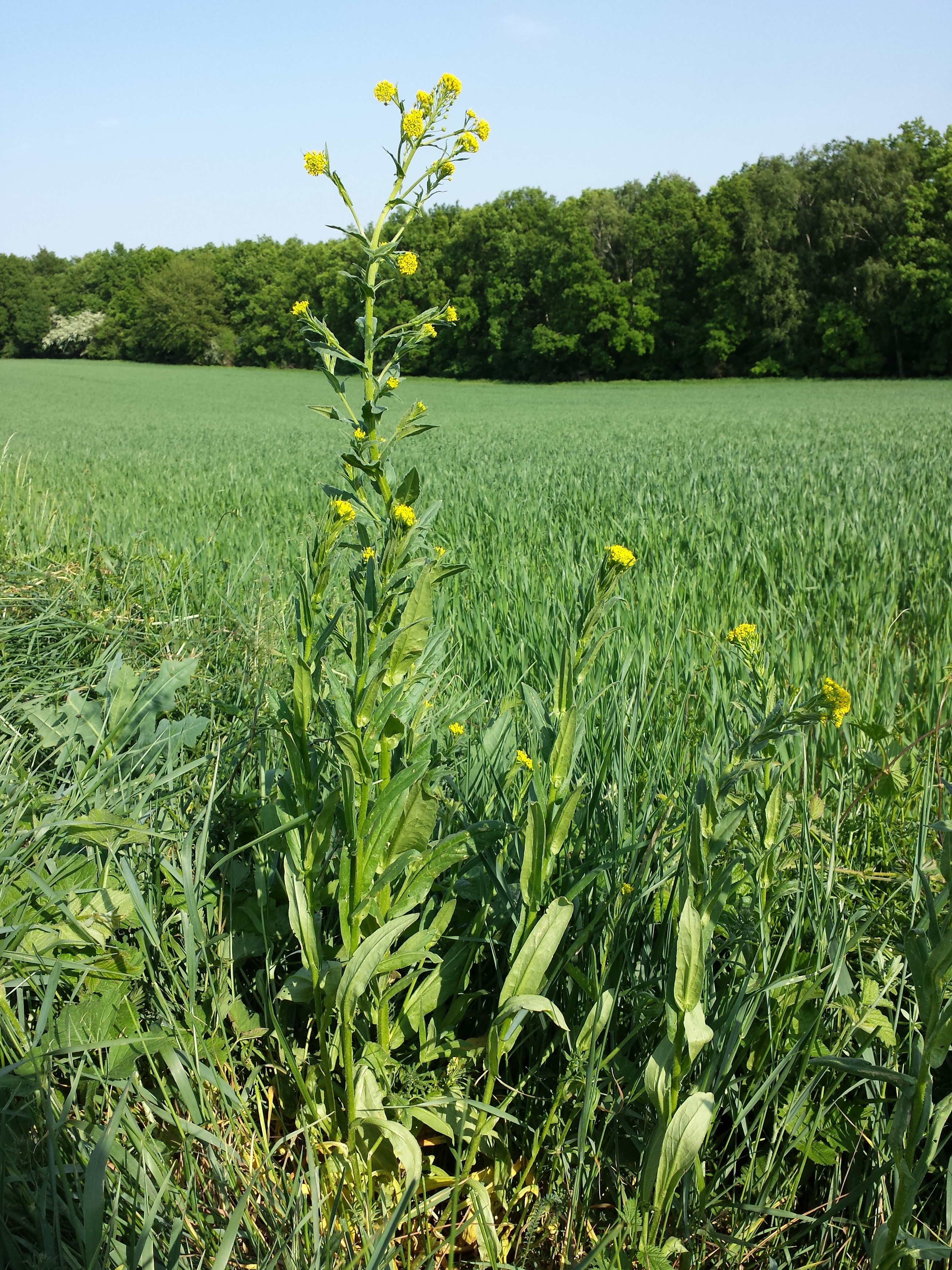
Habitus
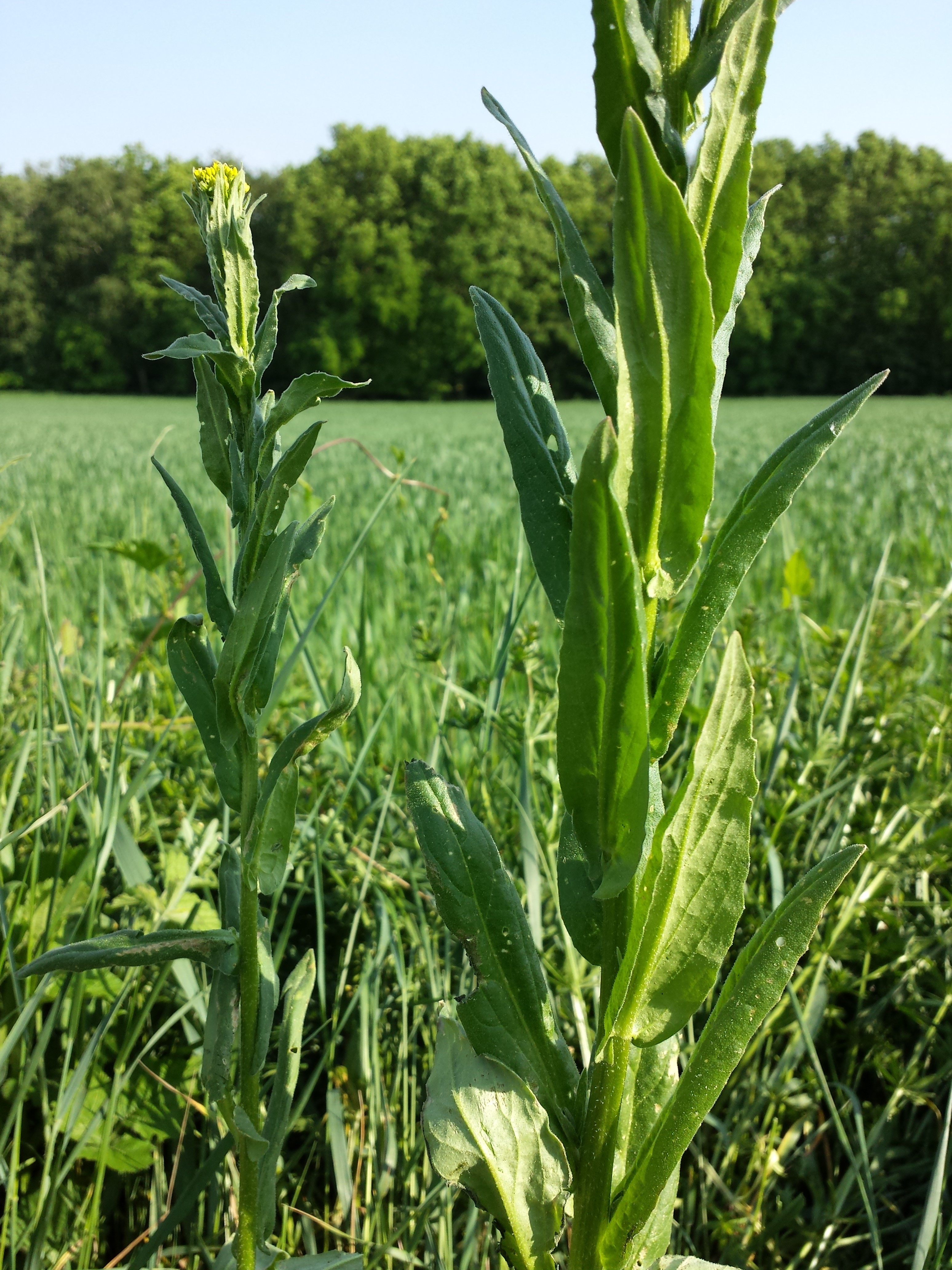
Stängel mit Laubblättern
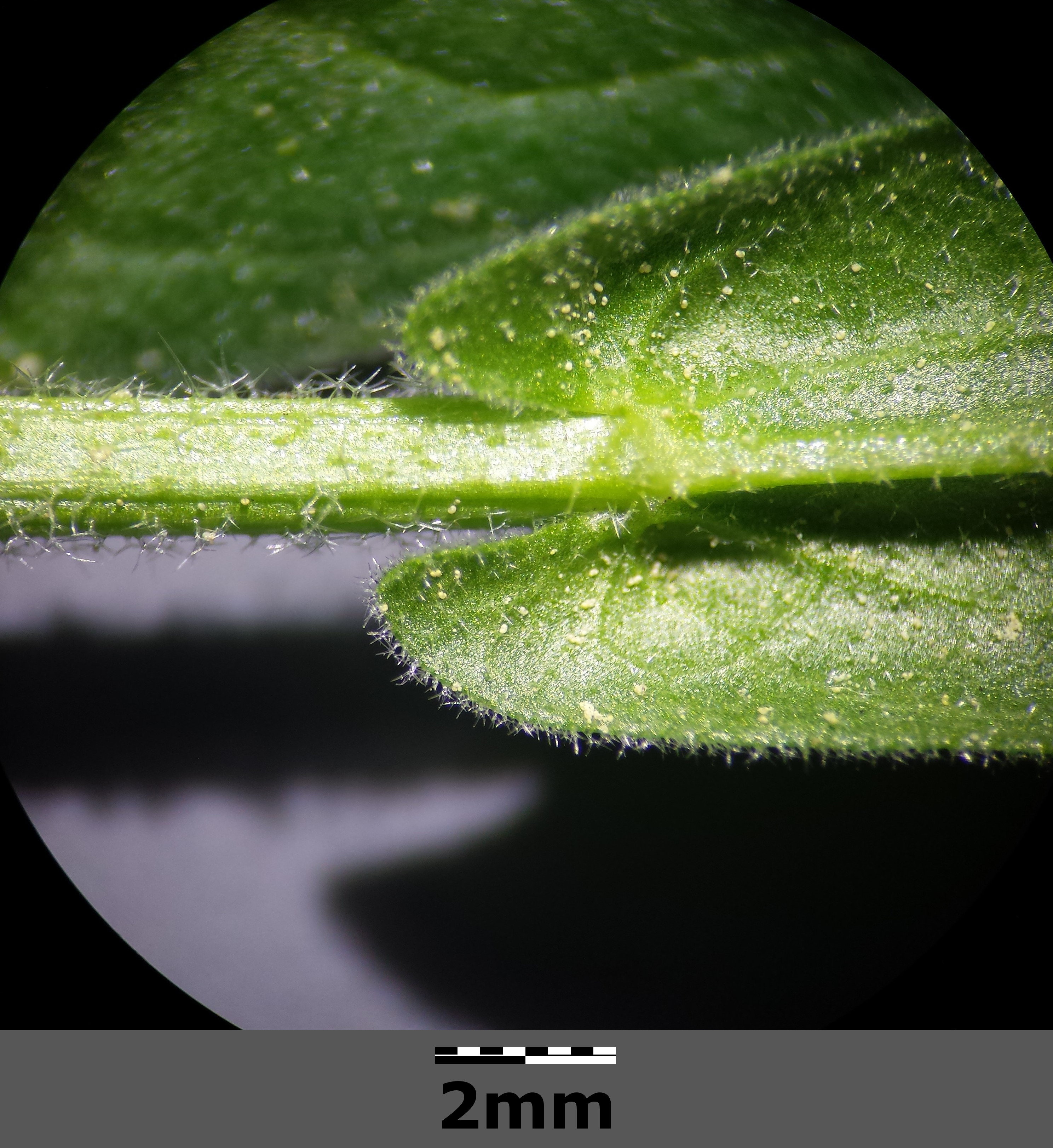
Stängelumfassender Blattgrund
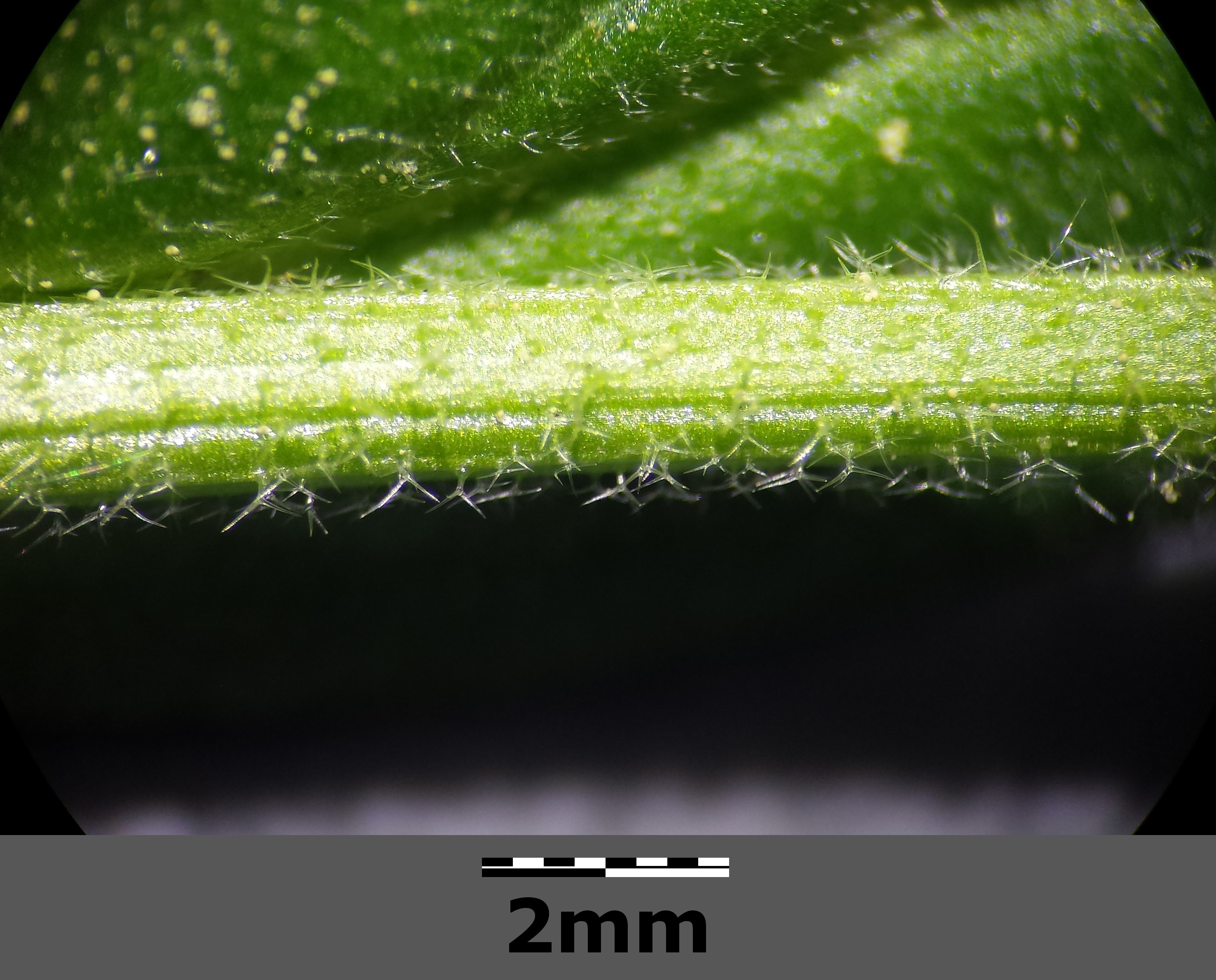
Stängel mit verzweigten Haaren